# 6570 Tomohiro
6570 Tomohiro è un asteroide della fascia principale del diametro medio di circa 21,62 km. Scoperto nel 1994, presenta un'orbita caratterizzata da un semiasse maggiore pari a 3,1323165 UA e da un'eccentricità di 0,1712897, inclinata di 14,43158° rispetto all'eclittica.